# 水庫

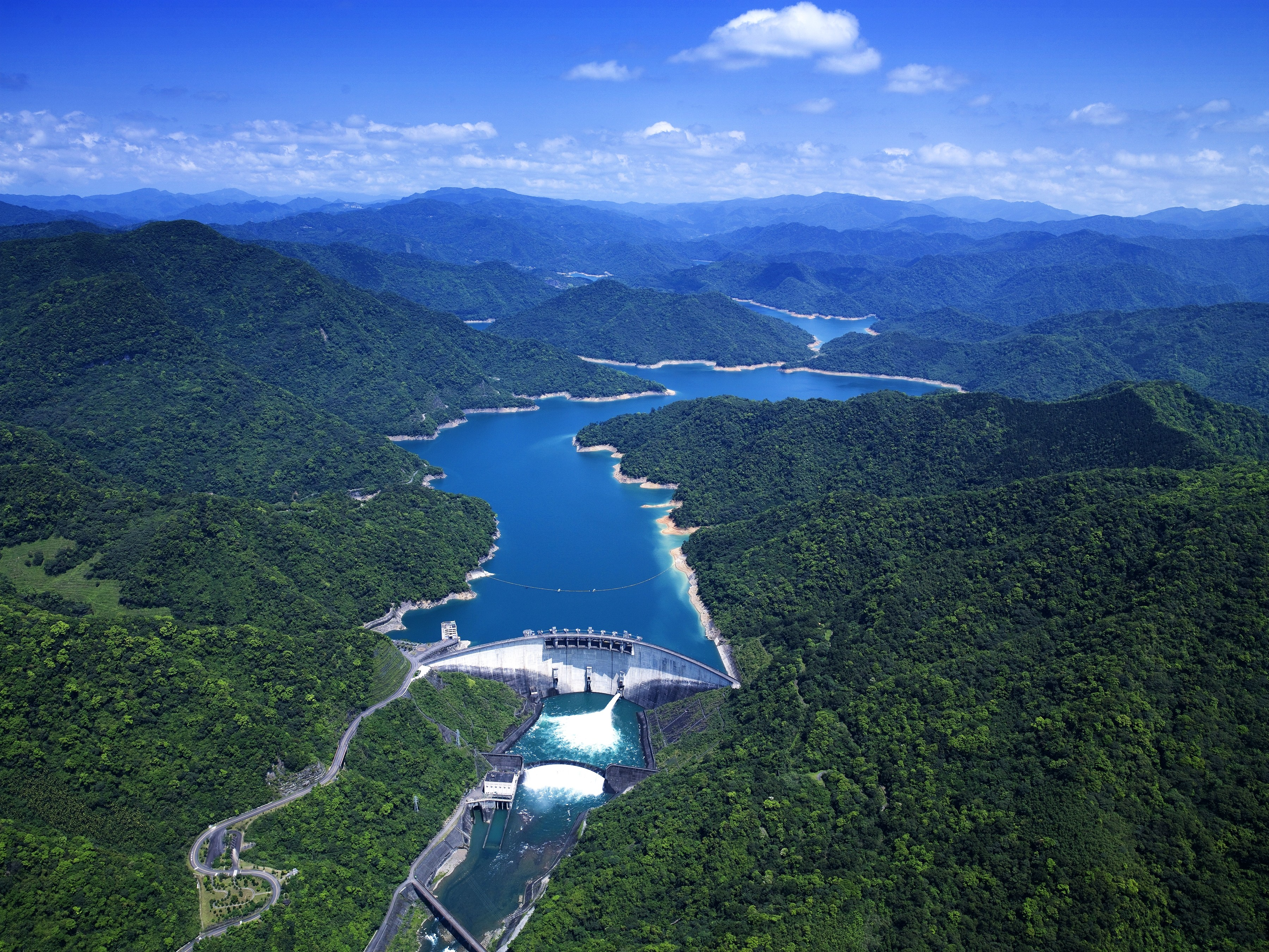
翡翠水庫

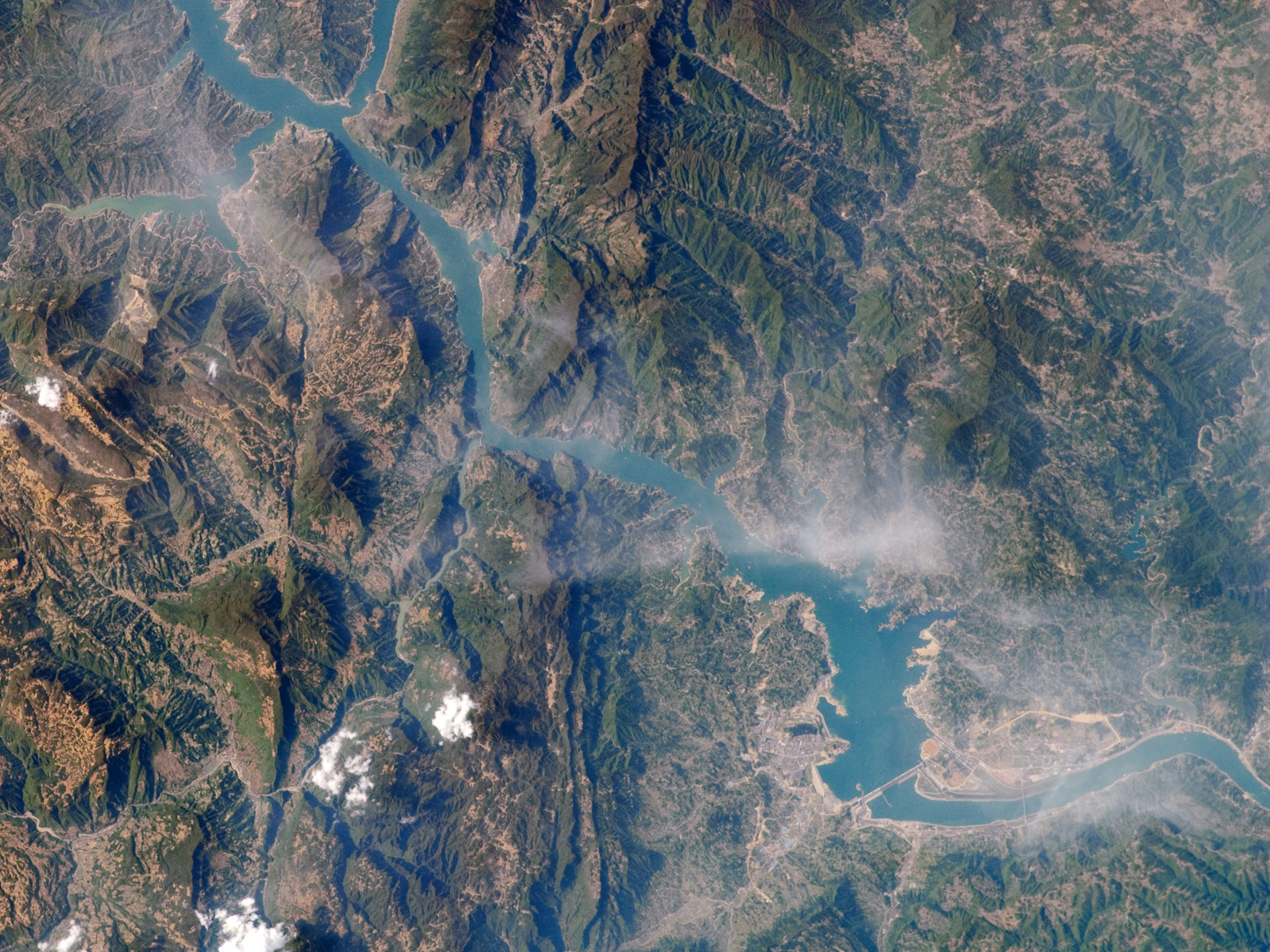
三峽水庫

水庫是指人工造出的淡水水体，规模较大的称为人工湖，而較小的則稱為水塘、塘坝或蓄水池。大多数水库都修建于内陆，一般的形成方法是在河流的中上流建造堤壩，河水受阻后把河谷淹没後便形成人造湖泊；不過也有的水庫是建於海上的，例如香港的船灣淡水湖。水壩一般都建於狹窄的谷地，因為兩岸的山坡可以作為水庫的天然圍牆，而水壩的动工長度也可大大縮短。興建之前，將被水淹地帶的民居和古蹟、铁路公路等设施和建築物需要被移到其他地方。

## 功能
- 发电：利用水壩上的水力發電機來產生电能。
- 灌溉：利用水库来水的季节差、年度差，蓄积、抬高水位，保证下游灌区的农业用水。
- 供水：蓄积水量，确保城市饮用水和工业用水。
- 防洪：调节库容，削峰平谷，在汛期将上流的洪峰水量用缓慢可控的节奏逐步释放，提高下游地区的防洪能力。
- 航运：提高水深，淹没险滩及暗礁，有利于库区与上游的航运。水库有计划的调整下泄流量，可控制下游航道的枯水期适航性。
- 养殖：水库可以用来发展養殖漁業。
- 旅游：水库多位於植被茂密的山区，形成人工湖后，成为当地一景，可发展旅游业。
- 拦蓄泥沙：减轻下游河道淤积。通过“蓄清排浑”，甚至可用丰水期来水冲刷下游河道，降低下游河道标高。

其中蓄水、灌溉、发电、防洪是大多数水库的主要目的，而养殖及旅游多为附属功能，有些水庫為確保水質而不提供养殖及旅游，例如翡翠水庫。一般水库建设多着眼于其中部分功能，如三峡水库主要目的在于发电、防洪及航运，小湾水电站主要目的在于发电、防洪，萬宜水庫则为了提供饮用水源。

## 水庫造成溫室氣體排放
任何陆上水体都会因為附近的植物掉入水中後发生无氧腐爛產生溫室氣體，其中甲烷比二氧化碳的温室效应高八倍。水库因为在建造过程中会淹漫大量之前已存在的陆生植被，因此温室气体排放比一般的天然湖嚴重，熱帶地區的水庫又会比温带地区排放更多溫室氣體。
全球估計的水体温室气体排放量对比如下（毫克/平方米/日）：
| 地點         | 二氧化碳 | 甲烷 |
| ------------ | -------- | ---- |
| 湖           | 700      | 9    |
| 一般區域水庫 | 1500     | 20   |
| 熱帶區域水庫 | 3000     | 100  |

## 對人類的影響
水庫會導致下游國家的水量減少。

## 不良影響
- 破壞和改變流域生態系統特有的功能和結構。
- 庫區水質優養化或毒化。

1975年8月河南“75·8”水库溃坝洪水淹没范围

- 改變泥沙的自然輸出，造成河口海灣洪泛平原的縮小以及海岸線遭侵蝕。
- 大壩下游河道下切、河岸遭侵蝕及河、海口水中鹽分增加。
- 有可能誘發地震及库區塌方、滑坡。
- 灌溉引起土壤肥力損失、加重鹽鹼化。
- 導致植被或生物種的減少或毀滅。
- 促進外來物種的侵入導致生態危害。
- 淹沒文物古跡或造成原有自然景觀觀賞價值的損失。
- 沖擊當地的傳統文化。
- 誘發與水體有關的若干傳染病。
- 大洪水造成的漫坝从而坝体溃决；或高水位长期浸泡坝体导致管涌、坝体滑坡。

## 水庫死亡
水庫上游的土地開發導致水庫淤泥變多，面臨死亡。

## 命名
水库的名字可分为两部分，如曾文水庫，“曾文”为第一部分，“水库”为第二部分。
对于第一部分的命名多遵循以下几个原则：
- 水库或大坝所在地，一般选择村镇类的小地名，如柘林水库、升钟水库、丰满水电站等。这是最常见的方式。
- 水库所截流的河流，如新安江水库、新丰江水库、沃尔特水库、大沙河水库。
- 大坝所在的峡谷，如龙羊峡水库、刘家峡水库。
- 水库建设的重要日期，如七一水库。
- 抽象名词，如共产主义水库。
- 人名，如欧阳海水库、胡佛水壩。

对于第二部分，大多数水库都称为“水库”，以发电为主要功能的称为“水电站”或“电站”，以防洪为主要功能的称为“水利枢纽工程”，也有称为“大坝”或“水坝”、“淡水湖”者，但往往根据使用语境相互通用。

## 水位
由低到高依次为：
- 死水位（设计低水位）：在正常运用情况下，允许消落到的最低水位。低于死水位的蓄水无法用于供水。
- 汛限水位（防洪限制水位、防汛限制水位）：水库在汛期防洪运用时，允许兴利蓄水的上限水位。汛限水位以上用于防洪库容拦蓄洪水，保护水库下游防洪目标。要兼顾防洪和兴利两方面的需要。汛期内不同时段的洪水特征有明显差别时，可考虑分期采用不同的防洪限制水位。常见的有普通汛期防洪限制水位、主汛期防洪限制水位、秋汛期防洪限制水位。
- 枯水期最低消落水位
- 正常蓄水位（正常高水位、兴利水位、设计蓄水位）：水库在正常运用情况下，为满足兴利要求在开始供水时应蓄到的水位。是允许长期维持的最高蓄水位，也是挡水建筑物稳定计算的主要依据。
- 防洪高水位：决定了下游防护对象的设计防洪标准。是水库用于正常防洪时的水位上限。
- 设计洪水位：水库遇到大坝的设计洪水时，在坝前达到的最高水位。是水库在正常运用情况下允许达到的最高洪水位。
- 校核洪水位：水库遇到大坝的校核洪水时，经水库调洪后，在坝前达到的最高水位。是水库在非常运用情况下，允许临时达到的最高洪水位，是确定大坝顶高及进行大坝安全校核的主要依据。

## 库容
- 死库容（垫底库容）：死水位以下的库容。
- 汛限库容：汛限水位以下的库容。
- 兴利库容：死水位到正常水位之间的库容，可用于引水、发电等。
- 防洪库容：汛限水位到防洪高水位之间的库容，可用于汛期的拦蓄洪水，应对突发洪水等。
- 重叠库容（共用库容）：汛限水位到正常蓄水位之间的库容。在汛期，这部分库容必须腾空，用于应对入库洪水。
- 拦洪库容：汛限水位到设计洪水位之间的库容，用于在大洪水时拦蓄洪峰。
- 调洪库容：汛限水位到校核洪水位之间的库容，用于应对非常特大洪水。
- 总库容：校核洪水位以下的水库容积。

## 最大的水庫
就面積而言，世界上的十大水庫：
1. 加納的沃尔特水库（8482平方公里）
2. 俄羅斯的古比雪夫水库（6450平方公里）
3. 加拿大的斯莫尔伍德水库（5698平方公里）
4. 贊比亞的卡里巴水庫（5580平方公里）
5. 哈薩克斯坦的布赫塔明水库（5490平方公里）
6. 俄羅斯的布拉茨克水库（5426平方公里）
7. 埃及的納賽爾水庫（5248平方公里）
8. 俄羅斯的雷宾斯克水库（4580平方公里）
9. 加拿大的卡尼亚皮斯科水库（4318平方公里）
10. 委內瑞拉的古里水库（4250平方公里）